# À propos d'hier soir...
Pour la seconde adaptation de la pièce de théâtre, voir About Last Night.
Pour plus de détails, voir Fiche technique et Distribution.
À propos d'hier soir... (About Last Night...) est un film américain réalisé par Edward Zwick et sorti en 1986.

## Synopsis
Danny Martin est un jeune séducteur yuppie. Un soir, avec son ami Bernie Litko, il rencontre dans un bar de Chicago une jeune femme, Debbie Sullivan. Danny passe la nuit avec elle. Leur nouvelle union va créer des tensions dans l'entourage du couple.

## Fiche technique
- Titre français : À propos d'hier soir...
- Titre original : About Last Night...
- Réalisation : Edward Zwick
- Scénario : Tim Kazurinsky et Denise DeClue, d'après la pièce Sexual Perversity in Chicago de David Mamet
- Musique : Miles Goodman
- Photographie : Andrew Dintenfass
- Montage : Harry Keramidas
- Production : Stuart Oken et Jason Brett
- Sociétés de production : TriStar Pictures & Delphi V Productions
- Société de distribution : TriStar Pictures
- Pays de production :  États-Unis
- Langue originale : anglais
- Format : couleur - Dolby - 1.85:1 - 1.85:1
- Genre : comédie dramatique
- Durée : 109 minutes
- Dates de sortie :
  - États-Unis : 4 juillet 1986
  - France : 10 septembre 1986

## Distribution
- Rob Lowe (VF : Dominique Collignon-Maurin) : Danny Martin
- Demi Moore (VF : Élisabeth Wiener) : Debbie
- James Belushi (VF : Sady Rebbot) : Bernie Litgo
- Elizabeth Perkins (VF : Joëlle Brover) : Joan
- George DiCenzo (VF : Bernard Tiphaine) : M. Favio
- Michael Alldredge (VF : Roger Lumont) : Maman Malone
- Robin Thomas : Steve Carlson
- Joe Greco (VF : Henry Djanik) : Gus
- Donna Gibbons (VF : Annie Balestra) : Alex
- Tim Kazurinsky (VF : Jacques Ciron) : Colin

## Autour du film
À propos d'hier soir... est le premier long-métrage du cinéaste Edward Zwick, futur réalisateur de Glory (1989), Légendes d'automne (1994), Le Dernier Samouraï (2003), Blood Diamond (2006).